# Colapso de la presa en Laos de 2018
El colapso de la presa de Attapeu es un desastre que ocurrió el 23 de julio de 2018, en la provincia de Attapeu de Laos, que involucra a la presa Attapeu en construcción, que falló durante su construcción. Se encuentra a pocos kilómetros de la frontera con Camboya. Las aguas destruyeron seis aldeas. Las noticias del 28 de julio indican que al menos 29 personas han muerto, con al menos 1100 desaparecidos y alrededor de 6,600 personas sin hogar. Temprano en el día, el alcalde de la ciudad hizo una solicitud de evacuación que sabía que la represa anexada estaba a punto de ceder, liberando 5.000.000 de toneladas de agua, pero la población no tuvo tiempo para reaccionar.

## Colapso
El colapso de la presa ocurrió alrededor de las 8p.m. el lunes 23 de julio, y provocó inundaciones inmediatas en las aldeas de Yai Thae, Hinlad, Ban Mai, Thasengchan, Tha Hin y Samong, todas en el distrito de Sanamxay. Casas, caminos y puentes fueron barridos. Se informó que la parte de la presa que se derrumbó era una presa, conocida como "Saddle D", o "una estructura auxiliar utilizada para retener agua más allá de lo que sostiene la presa principal". El CEO de una de las compañías involucradas declaró que "[se] fracturó y el agua se filtró al área aguas abajo y hasta el río Xe-Pian, que está a unos cinco kilómetros de la presa". El 23 de julio, Lee Kang Yeol, Jefe de la Oficina de Reasentamiento de la Xe-Pian Xe-Namnoy Power Company, envió una carta de advertencia a las oficinas provinciales de reasentamiento en las provincias de Champasak y Attapeu indicando que los niveles de agua en la represa alto y que la falla de la presa era inminente. La carta también instaba a que todos los residentes en el valle del río Xe Pian sean evacuados a un terreno más elevado inmediatamente.
La Agencia de Noticias Lao informó que se habían perdido "varias vidas humanas" y que, como resultado, alrededor de 6.000 personas podrían haber quedado sin hogar como consecuencia. No hubo cifras precisas con respecto a las bajas en las primeras 24 horas, aunque The Guardian informó que "centenares desaparecidos" y "varios" confirmaron la muerte a primera hora de la mañana siguiente. Al menos seis aldeas resultaron severamente afectadas -alrededor de 1.300 hogares-con muchos sobrevivientes varados en sus tejados y en los árboles. Para el 25 de julio, casi 3.000 personas habían sido rescatadas. El pueblo de Ban Mai solo tenía 50 habitantes que se sabía estaban desaparecidos. Los esfuerzos de rescate se complicaron por el hecho de que el área está densamente arbolada sin cobertura de teléfonos móviles, lo que también puede haber contribuido a la incertidumbre en cuanto a las tasas de víctimas. Los caminos que existían previamente fueron arrastrados por las inundaciones, y las aldeas afectadas solo fueron abordadas por helicópteros o barcos de fondo plano. Al 23 de septiembre, se había confirmado la muerte de 40 personas, al menos 98 más habían desaparecido y otras 6 600 habían sido desplazadas.